# ميل مي-22
كانت ميل مي-22 مشروع مروحية ذات محرك واحد لعام 1960م. كانت مماثلة في الحجم والشكل للمروحية ميل مي-2 وكانت بتكوين محركها مشاكل. دخلت المخططات اللاحقة القوات المسلحة الروسية.